# Reporter Blues
Reporter Blues (レポーターブルース?, Repōtā Burūsu) è una serie animata realizzata in co-produzione dall'italiana Studio Pagot e dalla giapponese Tokyo Movie Shinsha, le quali avevano già coprodotto Il fiuto di Sherlock Holmes.

## Trama
La serie è ambientata a Parigi, negli anni 20 del XX secolo. Tony è una reporter che comincia a lavorare per La voix de Paris con l'obiettivo di diventare internazionalmente famosa.
Collabora con Alain, un giovane fotografo che ben presto s'innamora di lei. Oltre a rincorrere le notizie, indagano sulla signora Lapin: una donna di classe sociale elevata, che sembra essere responsabile di vari furti. Quando non lavora, Tony si esibisce suonando il sassofono in un caffè della città.

## Dettagli di produzione
La serie, nata nel 1989 da un soggetto originale di Marco Pagot e Gi Pagot, è stata diretta da Kenji Kodama. Consta di due stagioni da 26 episodi, la prima distribuita nel 1991 e la seconda nel 1996, per un totale di 52 episodi.
In Italia la prima stagione è andata in onda su Big! su Raiuno tra l'autunno 1991 e il gennaio 1992; la serie venne in seguito trasmessa alcune volte nel contenitore Go-Cart mattina su Raidue tra fine anni '90 e primi 2000, proponendo anche la seconda stagione.
Nonostante l'apporto di diversi professionisti dell'animazione, e una trasposizione cartacea su Il Giornalino, la serie non è molto popolare in Italia, ma è stata trasmessa anche in Francia, Catalogna, Portogallo e Germania. Solo in Germania è stata distribuita anche in DVD.

## Personaggi
- Antoinette "Tony" Dubois: è il personaggio principale. Una reporter che si trasferisce a Parigi per lavorare per La Voix de Paris (La voce di Parigi)
- Alain: Fotografo e partner di Tony
- Brigolage: Artista che supporta Tony e Alain nelle loro indagini
- Madame Lapin: Principale antagonista di Tony

## Episodi

### Stagione 1
| Nº | Titolo italiano Giapponese 「Kanji」 - Rōmaji                       | In onda    | In onda  |
| Nº | Titolo italiano Giapponese 「Kanji」 - Rōmaji                       | Giapponese | Italiano |
| 1  | Una giornalista spericolata 「ボンジュール、パリ」 - Bonjour, Paris | 1991       | 1991     |
| 2  | Il giorno della Bastiglia                                           |            |          |
| 3  | Il rally di Montecarlo                                              |            |          |
| 4  | Il microfilm (1ª parte)                                             |            |          |
| 5  | Il microfilm (2ª parte)                                             |            |          |
| 6  | Attentato alla torre Eiffel                                         |            |          |
| 7  | Flippo alla riscossa                                                |            |          |
| 8  | La collana di Antonietta                                            |            |          |
| 9  | Furto sulla torre Eiffel                                            |            |          |
| 10 | Un viaggio a Londra                                                 |            |          |
| 11 | Il grande incontro                                                  |            |          |
| 12 | L'aereo di Alain                                                    |            |          |
| 13 | Il fantasma dell'Opera                                              |            |          |
| 14 | Madame Lapin è sparita                                              |            |          |
| 15 | La famosa corrida                                                   |            |          |
| 16 | A bordo del Normandia                                               |            |          |
| 17 | Il circo di Buffalo Bill                                            |            |          |
| 18 | Il mistero del Louvre                                               |            |          |
| 19 | La mostra felina                                                    |            |          |
| 20 | Il bambino scomparso                                                |            |          |
| 21 | Furto al concerto                                                   |            |          |
| 22 | Il ladro gentiluomo                                                 |            |          |
| 23 | L'impostore 「すり替えられた男」 - Surikae rareta otoko             |            |          |
| 24 | Filippo manda un SOS                                                |            |          |
| 25 | Il treno                                                            |            |          |
| 26 | Lo show del gatto                                                   | ?          | 1992     |

### Stagione 2
| Nº | Titolo italiano Giapponese 「Kanji」 - Rōmaji | In onda    | In onda  |
| Nº | Titolo italiano Giapponese 「Kanji」 - Rōmaji | Giapponese | Italiano |
| 1  | Shinipa è scappato 「...」 - ...              | ...        | ...      |
| 2  | Il cavallo rapito                             |            |          |
| 3  | (ignoto)                                      |            |          |
| 4  | Un francobollo chiamato Napoleone Rosa        |            |          |
| 5  | Bambole preziose                              |            |          |
| 6  | Segreto militare                              |            |          |
| 7  | I musicisti                                   |            |          |
| 8  | Gara di sci                                   |            |          |
| 9  | L'anello della contessa                       |            |          |
| 10 | La miniatura                                  |            |          |
| 11 | I bonsai giapponesi                           |            |          |
| 12 | La macchina del futuro                        |            |          |
| 13 | Viaggio in America                            |            |          |
| 14 | La palla d'oro                                |            |          |
| 15 | Il pilota femmina                             |            |          |
| 16 | Il testamento                                 |            |          |
| 17 | La scommessa                                  |            |          |
| 18 | (ignoto)                                      |            |          |
| 19 | (ignoto)                                      |            |          |
| 20 | (ignoto)                                      |            |          |
| 21 | (ignoto)                                      |            |          |
| 22 | (ignoto)                                      |            |          |
| 23 | (ignoto)                                      |            |          |
| 24 | La contessa e gli speculatori                 |            |          |
| 25 | (ignoto)                                      |            |          |
| 26 | Jean e lo scoiattolo                          |            |          |

## Doppiaggio
| Personaggio              | Doppiatore originale | Doppiatore italiano                                              |
| ------------------------ | -------------------- | ---------------------------------------------------------------- |
| Antoinette "Tony" Dubois | Sumi Shimamoto       | Laura Boccanera (1ª stagione) Francesca Fiorentini (2ª stagione) |
| Alain                    | Daiki Nakamura       | Oreste Baldini                                                   |
| Bricolage                |                      | Gino Pagnani                                                     |
| Madame Lapin             | Ryōko Kinomiya       | Paila Pavese (2ª stagione)                                       |

## Sigle
Per la prima stagione furono utilizzati due brani cantati in inglese:
- come sigla di testa: Reporter Blues (musica di Stelvio Cipriani, Pino Massara e Mario Pagano, testo di Simona Patitucci), cantata da Simona Patitucci;[3]
- come sigla di coda: We're Going To Paris (musica di Stelvio Cipriani, testo di Simona Patitucci), cantata da Simona Patitucci.

I due brani sono rimasti inediti su supporto discografico fino al 2015, quando sono stati pubblicati su 45 giri e all'interno del doppio CD La banda della TV, entrambe edizioni promozionali su etichetta Siglandia a cura dell'associazione TV-Pedia. 
Per la seconda stagione fu utilizzato solamente un breve estratto strumentale come sigla di testa e non era presente una sigla di coda.